# Żółw ostrogrzbiety
Żółw ostrogrzbiety (Graptemys pseudogeographica) – gatunek gada z podrzędu żółwi skrytoszyjnych z rodziny żółwi błotnych (Emydidae).
RozmiaryDługość karapaksu do 27,7 cm u samic i tylko 15,0 cm u samców.
BiotopRzeki, jeziora, stawy, starorzecza, czasami bagna. Preferuje dno błotniste, obszary z gęstą roślinnością wodną i licznymi miejscami do wygrzewania się.
WystępowanieAmeryka Północna – Stany Zjednoczone.
OchronaGatunek uznany za inwazyjny na terenie Polski. Ujęty w rozporządzeniu Ministra Środowiska z dnia 9 września 2011 r. w sprawie listy roślin i zwierząt gatunków obcych, które w przypadku uwolnienia do środowiska przyrodniczego mogą zagrozić gatunkom rodzimym lub siedliskom przyrodniczym. W związku z tym, wwiezienie do Polski żółwia z tego gatunku wymaga zgody Generalnego Dyrektora Ochrony Środowiska, natomiast przetrzymywanie, hodowla, rozmnażanie, oferowanie do sprzedaży i zbywanie wymaga zgody Regionalnego Dyrektora Ochrony Środowiska (art. 120).